# River Arun
Der Arun ist ein Fluss in West Sussex, England, nach dem der Distrikt Arun benannt ist. Seinen Anfang nimmt er im St. Leonhard’s Forest im östlichen Teil des Distrikts Horsham, wo er sich aus zahlreichen kleinen Zuläufen bildet, die vor Ort als gills (wörtlich „Kiemen“) bezeichnet werden, und fließt am berühmten Arundel Castle vorbei, ehe er nach insgesamt 41 Kilometern bei Littlehampton in den Ärmelkanal mündet. Der Arun ist bis etwa 30 Kilometer landeinwärts tidenabhängig.

## Geschichtliche Veränderungen
Vor der Umbenennung in Arun war der Fluss lange Zeit als Tarrant bekannt. Die Umbenennung erfolgte in Rückbesinnung auf den traditionellen Namen, der sich auch in den Bezeichnungen des Schlosses und der Gemeinde Arundel (Arun + del: „Arun“ + „Fluss“) widerspiegelt.
Ebenso veränderte sich der traditionelle Flusslauf. Bis in das 15. Jahrhundert hinein mündete der Arun bei Lancing in den River Adur. Durch Veränderungen der Gezeitenströmungen wurde das Ästuar jedoch durch Kies verschlossen und der Flussverlauf verlagerte sich ostwärts und bildete nacheinander Mündungen bei Worthing, Goring und Ferring, ehe sich das heutige Flussbett ausgebildet hat.

## Schifffahrt
Bis zum Ende des 19. Jahrhunderts war der Arun für große Schiffe bis nach Arundel befahrbar. Die Küstennähe und große Tideabhängigkeit erlaubte es den Seeleuten, mit Hilfe der Gezeiten und Seewinde bis weit ins Landesinnere zu segeln. Weiter flussaufwärts ist Schifffahrt nicht möglich, da insbesondere im Sommer aufgrund unregelmäßiger Wasserzuführung einige Teile des Oberlaufs nahezu trockenfallen.

## Nebenflüsse

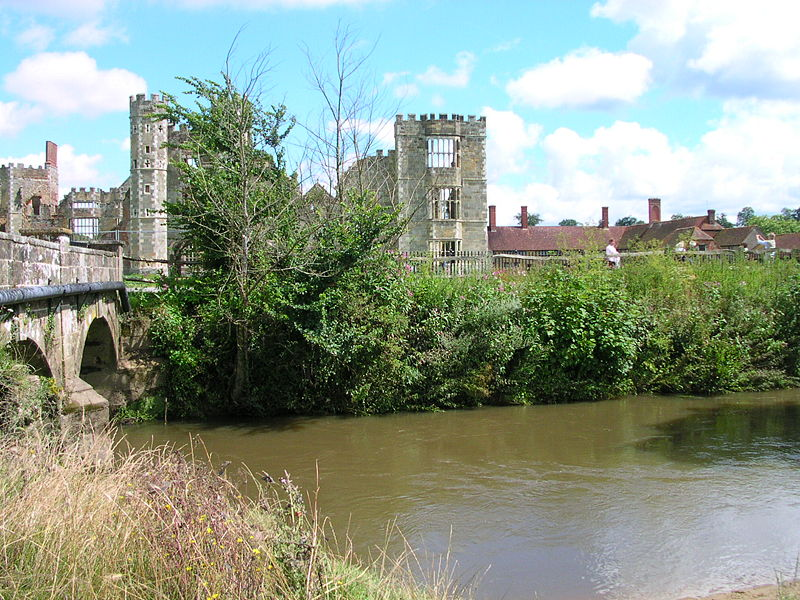
Der River Rother nahe den Ruinen des Cowdray House

Der westliche River Rother, früher Scir genannt (nicht zu verwechseln mit dem River Rother in East Sussex), ist der größte und bedeutendste Nebenfluss des Arun. Er entspringt in Hampshire und wird von zahlreichen kleinen Zuflüssen aus den South Downs gespeist, ehe er nahe Stopham in den Arun mündet. Aufgrund der konstanten Wasserführung sind am Oberlauf des Rother viele Wassermühlen zu finden.

### Namensherkunft
Der Name Rother ist vom Ort Rotherbridge abgeleitet; dessen Bezeichnung geht auf das angelsächsische Redrebruge, was so viel bedeutet wie Viehbrücke oder Viehgemeinschaft, zurück.